# Aliat (Arieja)
Aliat (francès Alliat) és un municipi francès situat al departament de l'Arieja i a la regió d'Occitània.